# Fragnes
Fragnes – miejscowość i dawna gmina we Francji, w regionie Owernia-Rodan-Alpy, w departamencie Rodan. W 2013 roku jej populacja wynosiła 1061 mieszkańców. 
W dniu 1 stycznia 2016 roku z połączenia dwóch ówczesnych gmin – Fragnes oraz La Loyère – utworzono nową gminę Fragnes-la-Loyère. Siedzibą gminy została miejscowość Fragnes. 